# Markku Taskinen
Markku Taskinen (né le 25 février 1952) est un ancien athlète finlandais spécialiste du 800 mètres. 

## Palmarès

### Championnats d'Europe d'athlétisme
- Championnats d'Europe d'athlétisme 1974 à Rome,  Italie
  -  Médaille de bronze sur 800 m
  -  Médaille de bronze du relais 4 × 400 m

### Championnats d'Europe d'athlétisme en salle
- Championnats d'Europe d'athlétisme en salle 1978 à Milan,  Italie
  -  Médaille d'or sur 800 m